# Joaquim Adrego Andrade
Joaquim Adrego Andrade (né le 16 août 1969 à Sangalhos) est un coureur cycliste portugais. Chez les professionnels, il a été champion du Portugal du contre-la-montre (2002 et 2003) et en ligne (2005). Il a également remporté le Tour de l'Algarve, le Tour de l'Alentejo et le Tour du Poitou-Charentes. Il a pris sa retraite fin 2009 après 21 saisons professionnelle et le record de participation à son tour national (20 participations).
Son père Joaquim Andrade est également un coureur cycliste des années 1960-1970.

## Palmarès
- 1989
  - 3ea étape du Trophée Joaquim-Agostinho
  - 4e étape du Tour du Portugal (contre-la-montre)
- 1990
  - Porto-Lisbonne
- 1991
  - Tour de l'Algarve
  - Grand Prix Abimota :
    - Classement général
    - 3e étape
- 1992
  - 2e du Grand Prix Jornal de Noticias
- 1993
  - 4e étape du Grand Prix Abimota
  - 5e étape du Grand Prix Jornal de Noticias
  - 4e étape du Tour du Portugal de l'Avenir
  - 2e du Tour du Portugal de l'Avenir
  - 3e du Tour de l'Alentejo
- 1995
  - 4e étape du Tour de l'Alentejo
  - 5e étape du Grand Prix Jornal de Noticias
  - 6e étape du Tour du Portugal
  - 3e du Tour de l'Alentejo
  - 3e du Tour de l'Algarve
- 1997
  - Tour du Poitou-Charentes :
    - Classement général
    - 4ea étape
- 1998
  - Grand Prix Abimota
  - 3e du championnat du Portugal du contre-la-montre
- 1999
  - Clássica da Primavera
  - 2e du championnat du Portugal du contre-la-montre
  - 3e du Grand Prix Jornal de Noticias
- 2000
  - 2e du championnat du Portugal du contre-la-montre
- 2002
  -  Champion du Portugal du contre-la-montre
  - Tour de l'Alentejo
- 2003
  -  Champion du Portugal du contre-la-montre
- 2004
  - 4e étape du GP Estremadura - RTP
  - 2e du Tour de l'Alentejo
- 2005
  -  Champion du Portugal sur route
  - 2e étape du Grand Prix Abimota
- 2006
  - 3e du championnat du Portugal du contre-la-montre

## Résultats sur les grands tours

### Tour d'Espagne
- 1992 : 97e
- 1996 : 82e